# Horná Štubňa
Horná Štubňa – wieś i gmina (obec) w powiecie Turčianske Teplice, kraju żylińskim, w północno-centralnej Słowacji. Wieś lokowana w 1390 roku, nosiła wówczas nazwę Wylehota. Przez długi czas była własnością miasta Kremnica.